# Biezental-Kirnerberg
Biezental-Kirnerberg ist ein Naturschutzgebiet auf dem Gebiet der Stadt Engen im baden-württembergischen Landkreis Konstanz in Deutschland.
Das 17,6 Hektar große Schutzgebiet östlich des Engener Ortsteils Zimmerholz ist seit dem 20. September 1984 als Naturschutzgebiet ausgewiesen.

## Schutzzweck
Es handelt sich um einen Reliktstandort, der ein vielgestaltiges Mosaik wärmeliebender Pflanzengesellschaften und vielen seltenen und geschützten Tier- und Pflanzenarten enthält.

## Flora und Fauna

### Flora

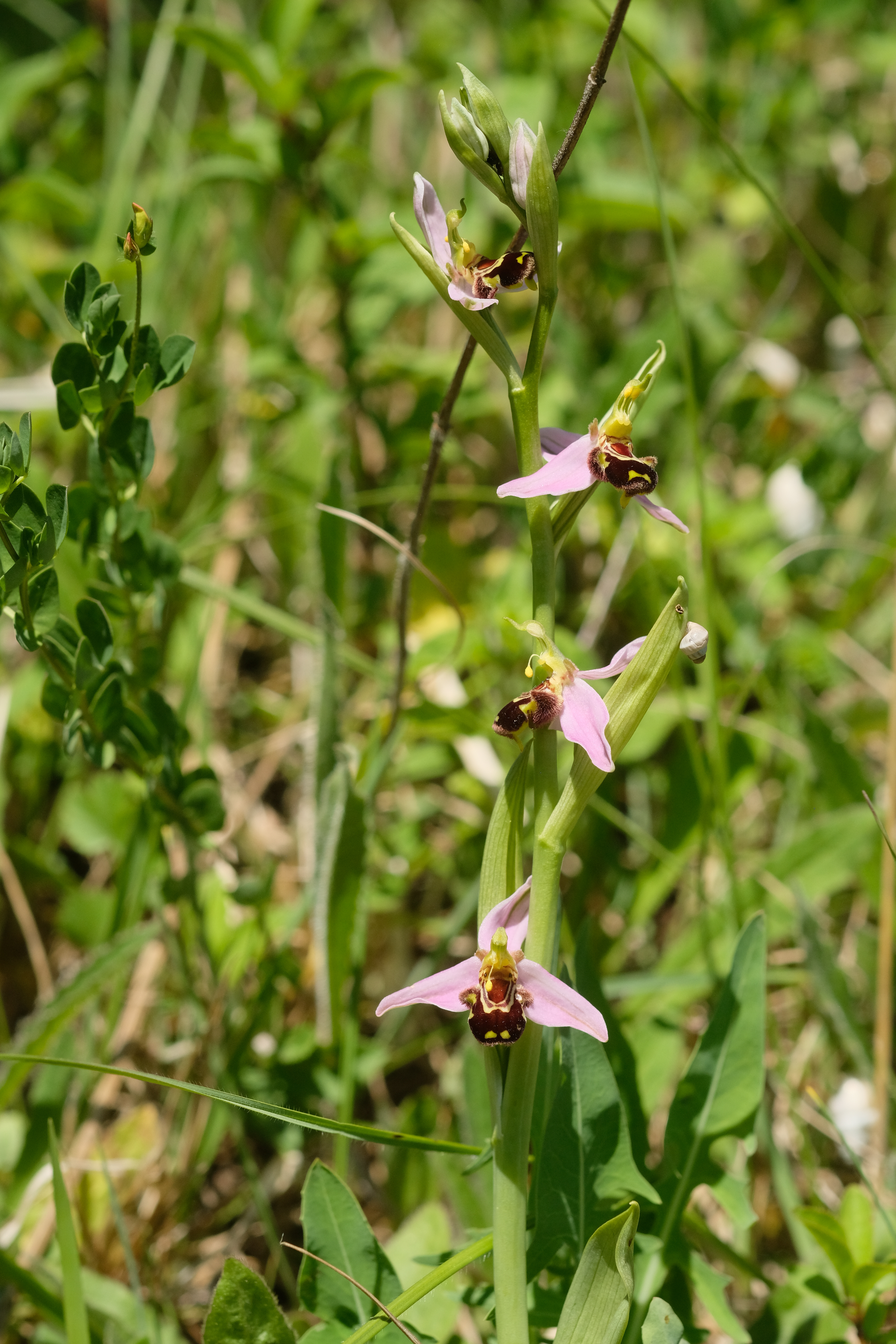
Bienen-Ragwurz (Ophrys apifera)
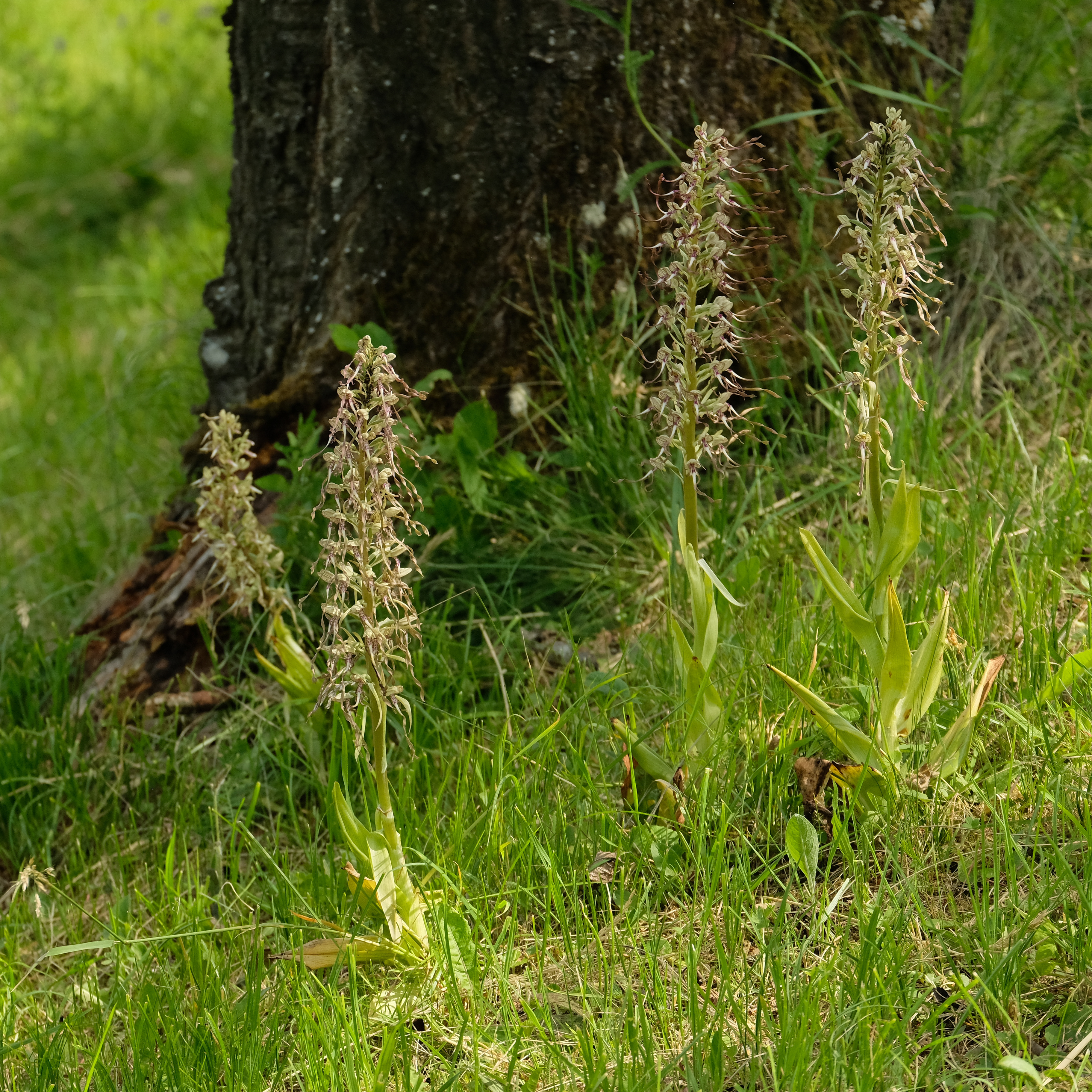
Bocks-Riemenzunge (Himantoglossum hircinum)
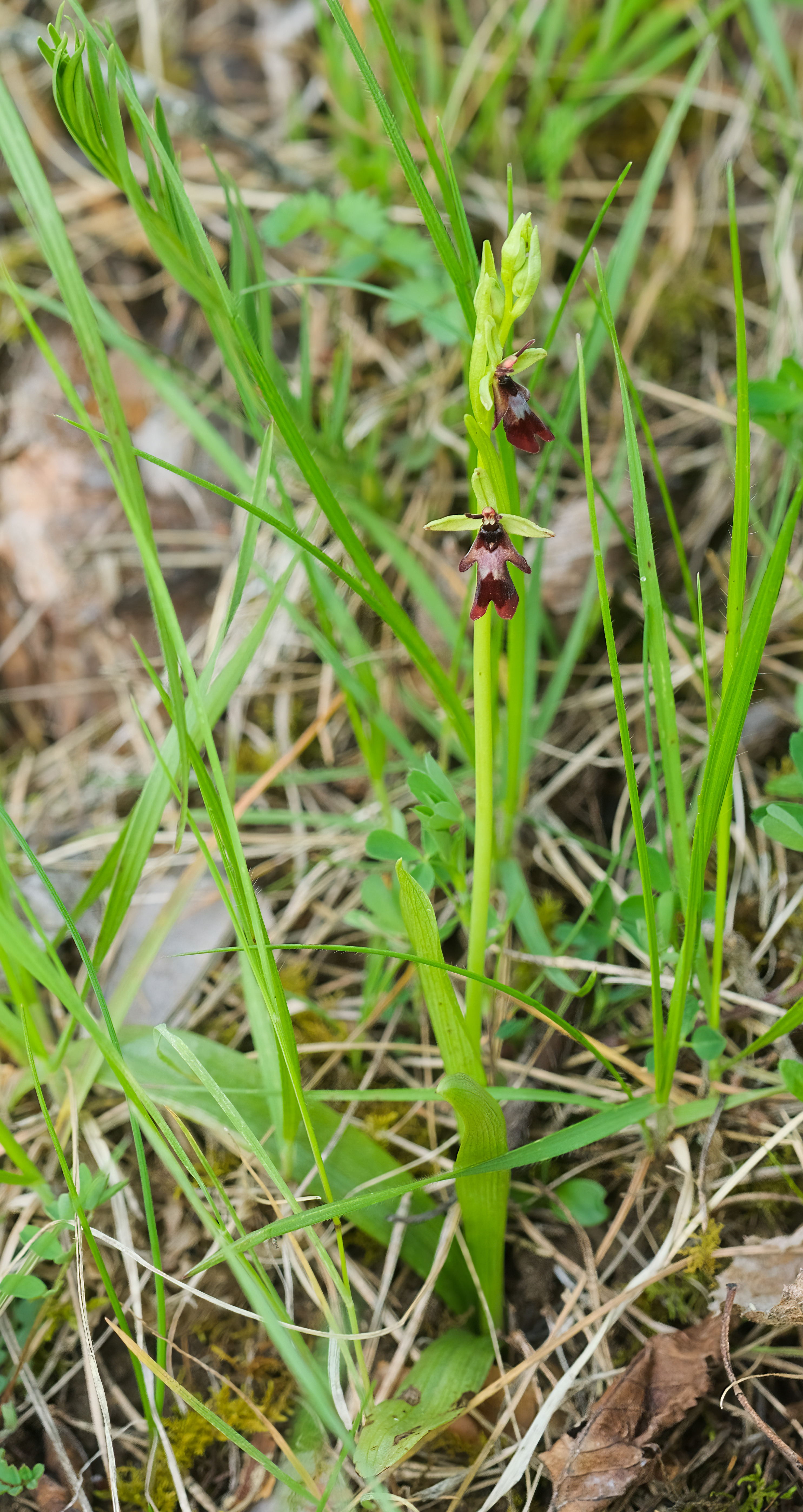
Fliegen-Ragwurz (Ophrys insectifera)
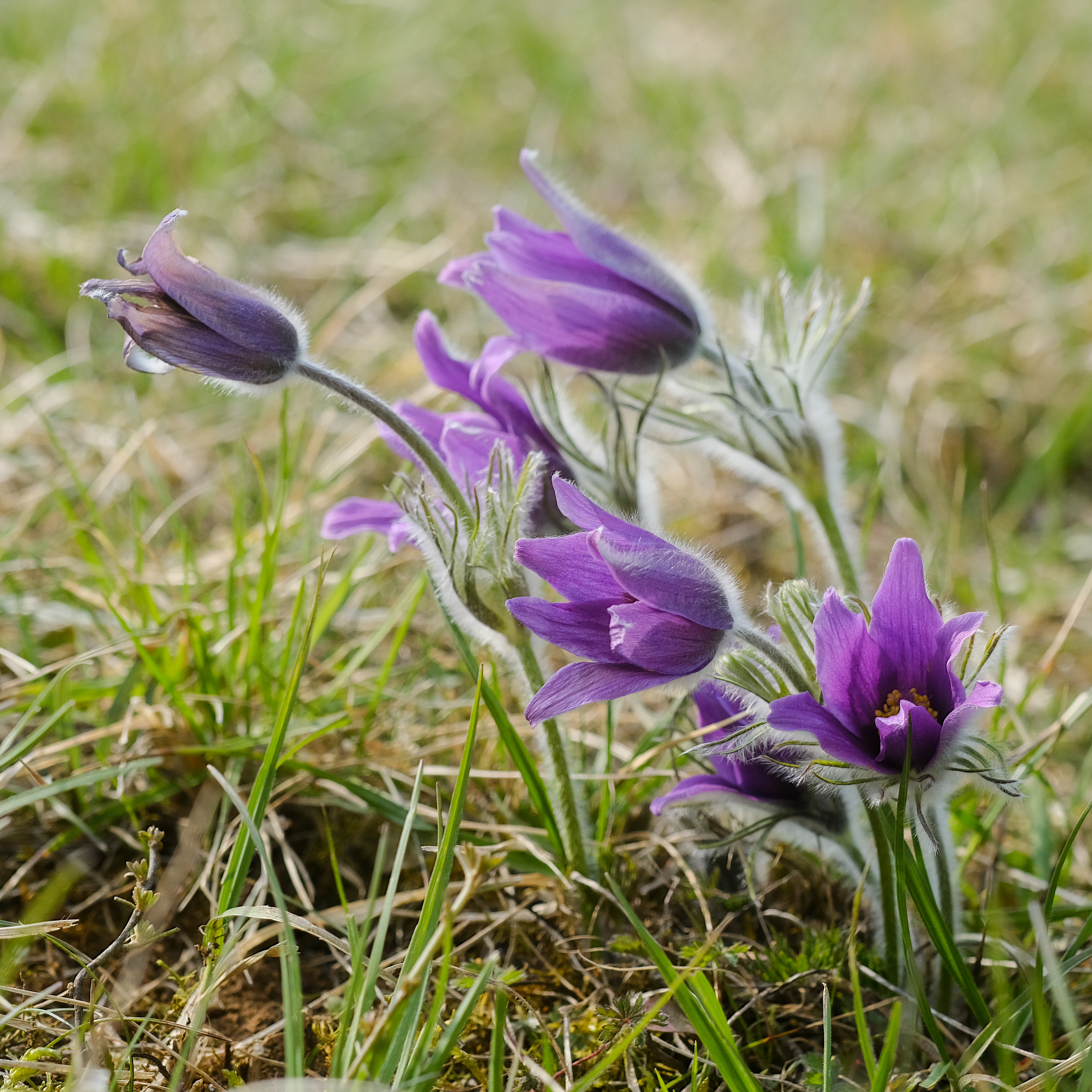
Gewöhnliche Küchenschelle (Anemone pulsatilla)
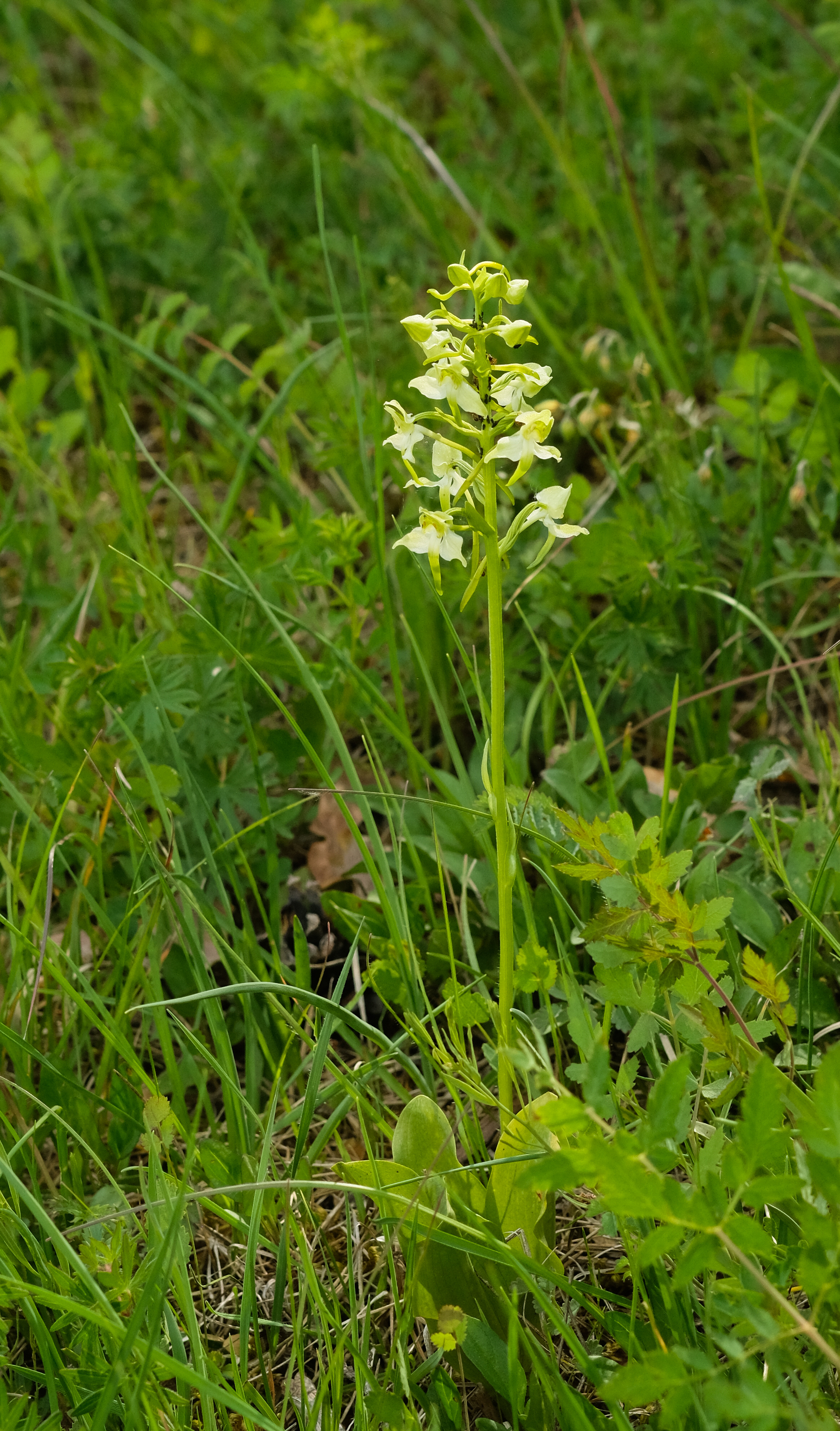
Grünliche Waldhyazinthe (Platanthera chlorantha)
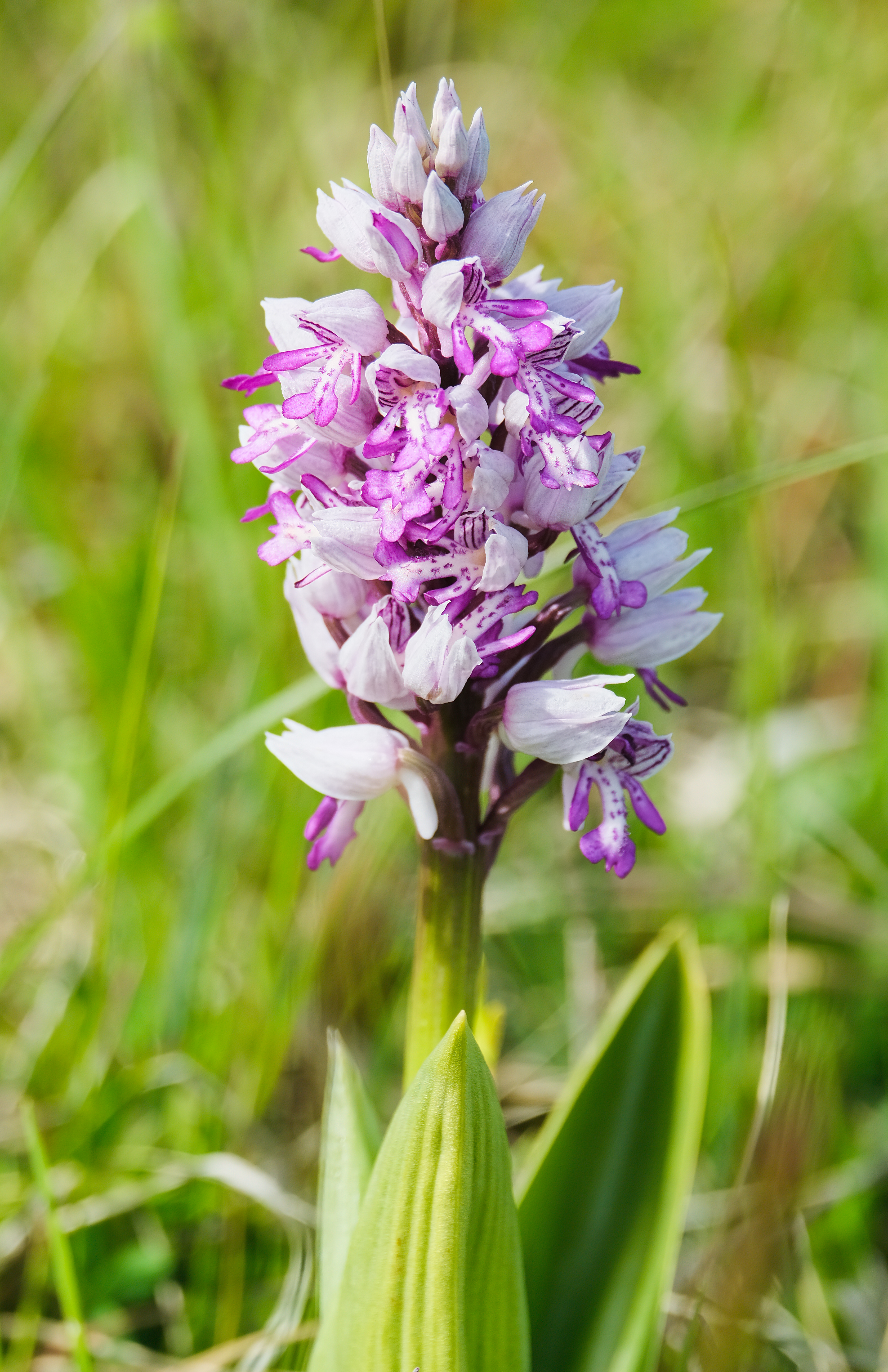
Helm-Knabenkraut (Orchis militaris)
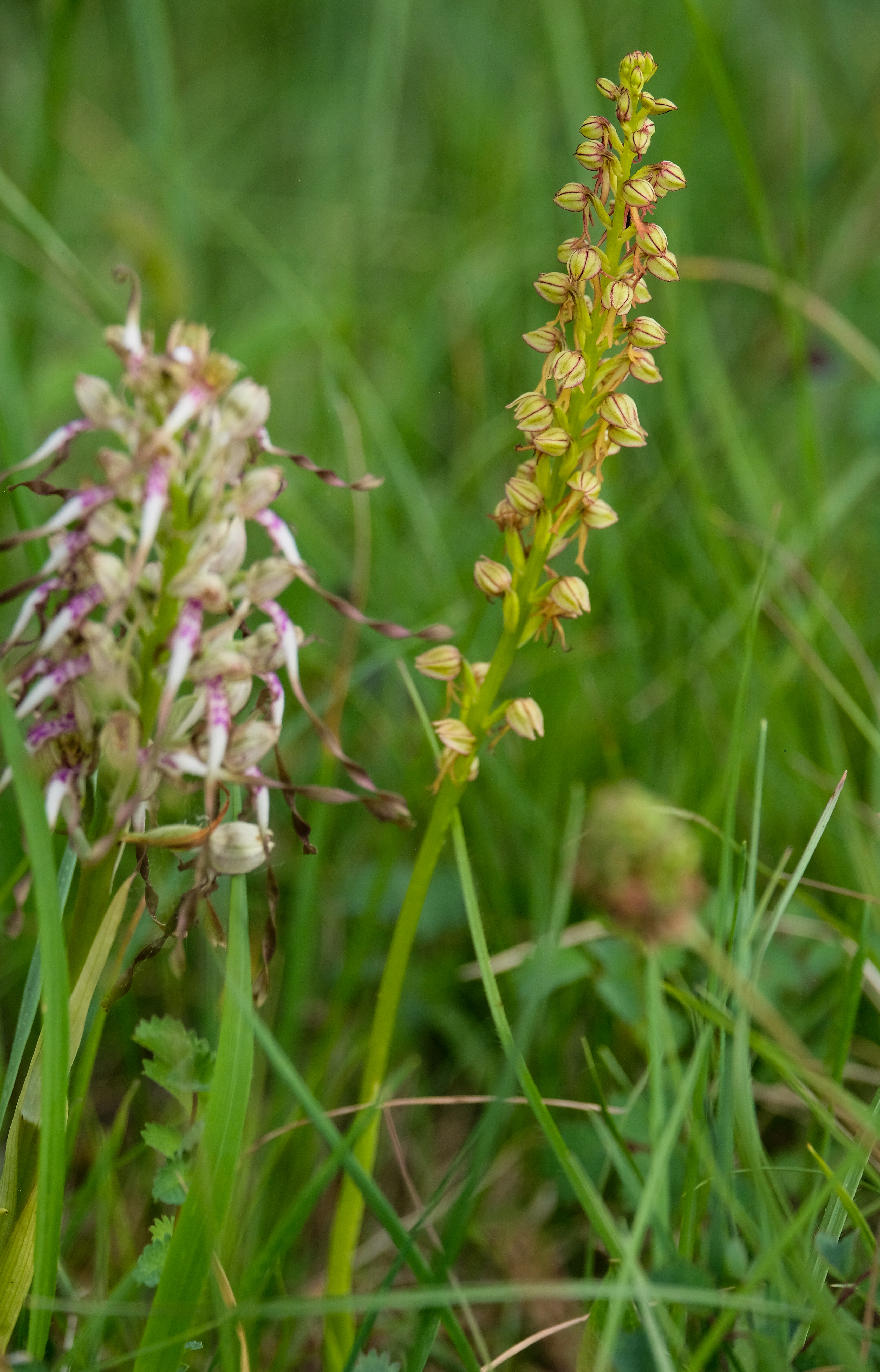
Ohnhorn (Orchis anthropophora)
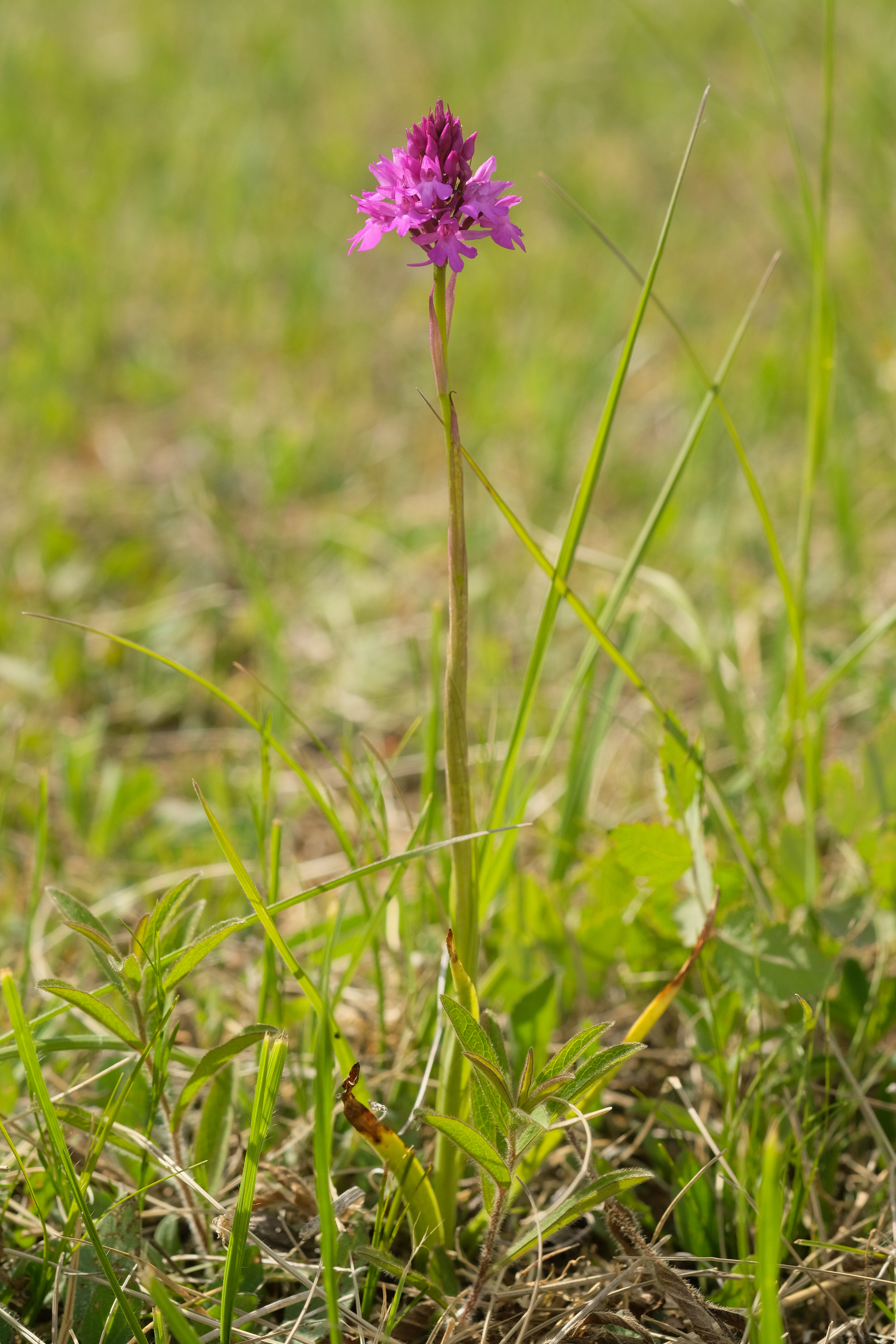
Pyramidenorchis (Anacamptis pyramidalis)
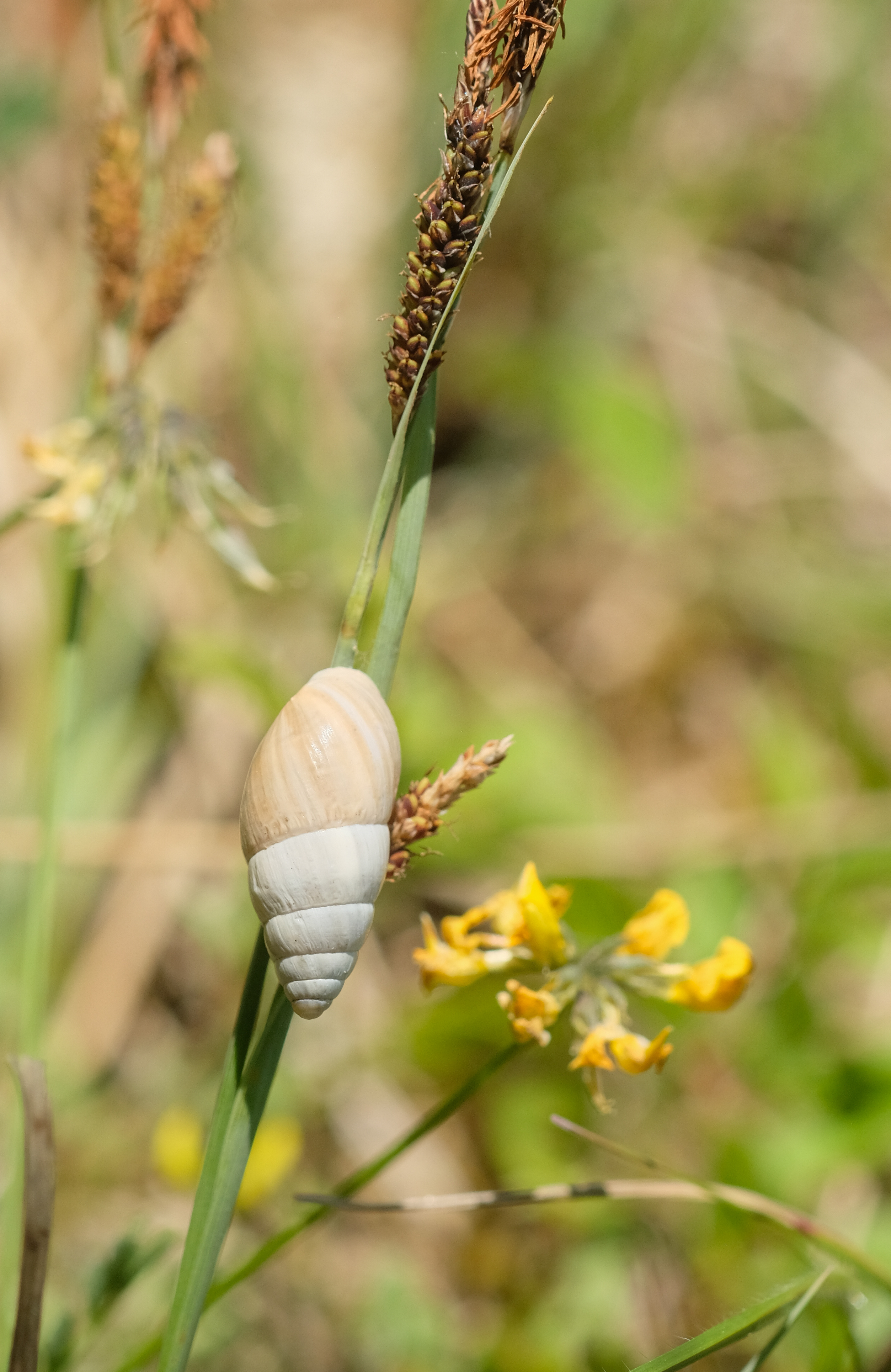
Weiße Turmschnecke (Zebrina detrita)
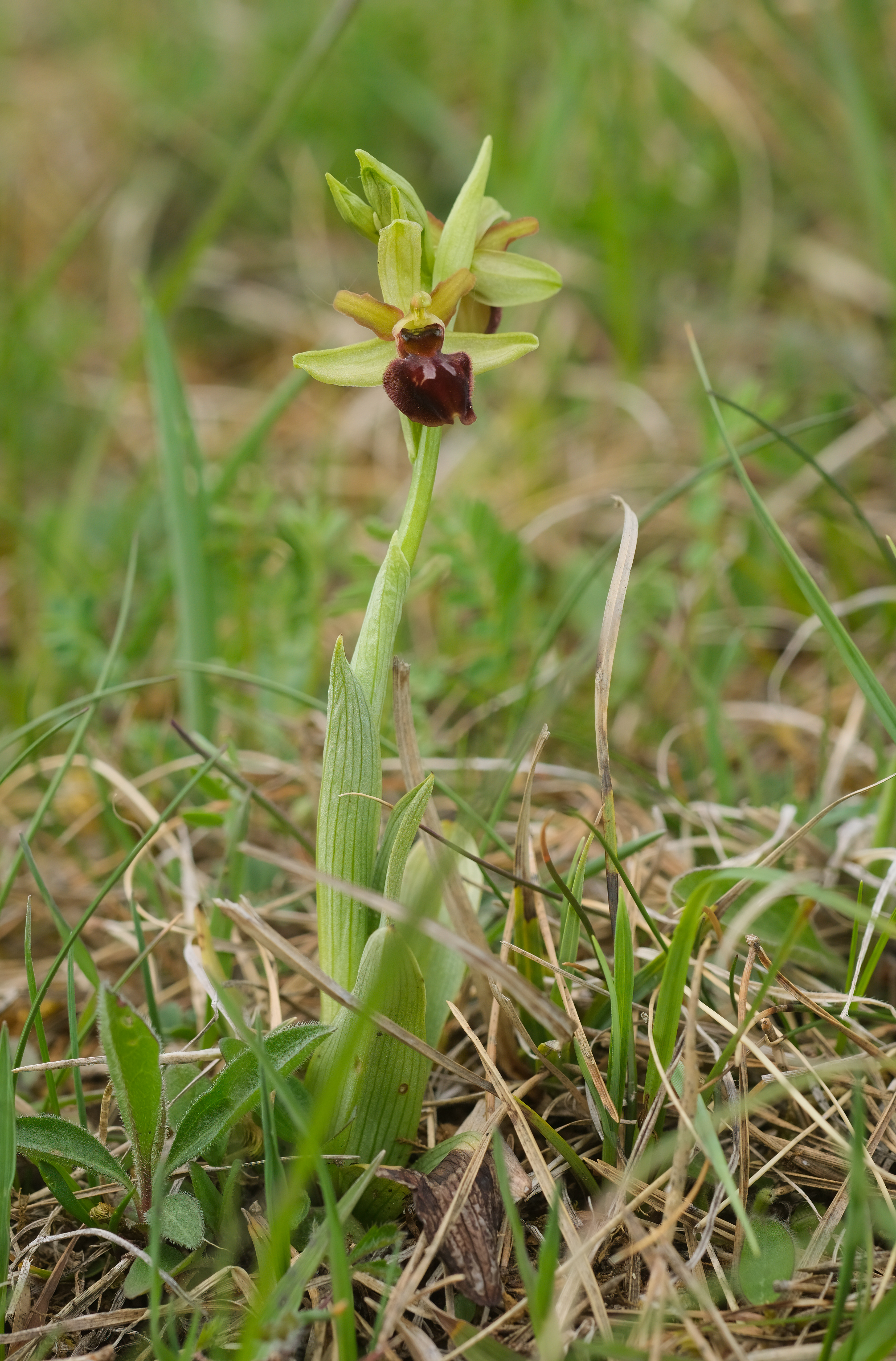
Spinnen-Ragwurz (Ophrys sphegodes)

### Fauna
Folgende Schmetterlingsarten (Auswahl) sind im Gebiet Biezental-Kirnerber erfasst:

- Beilfleck-Rotwidderchen
- Braune Labkrauteule
- Esparsetten-Bläuling
- Flockenblumen-Grünwidderchen
- Goldgelber Magerrasen-Zwergspanner
- Grüner Flechten-Rindenspanner
- Himmelblauer Bläuling
- Hufeisenklee-Gelbling
- Hufeisenklee-Widderchen
- Kleiner Wacholder-Blütenspanner
- Kleines Fünffleck-Widderchen
- Lungenkraut-Höckereule
- Magerrasen-Perlmutterfalter
- Makelrand-Grasbüscheleule
- Östlicher Scheckenfalter
- Rotbraunes Wiesenvögelchen
- Roter Scheckenfalter
- Roter Würfel-Dickkopffalter
- Schwarzbrauner Würfel-Dickkopffalter
- Trockenrasen-Johanniskrauteule
- Violettgraues Graueulchen
- Westlicher Scheckenfalter
- Wundklee-Bläuling